# Fort Stevenson State Park
Der Fort Stevenson State Park ist ein 222 Hektar großer State Park im McLean County im US-Bundesstaat North Dakota. Er liegt fünf Kilometer südlich von Garrison am Nordufer des Lake Sakakawea.

## Anlage
Der Park verfügt über ein Besucherzentrum, einen Campingplatz mit 145 Stellplätzen sowie Bootsrampen und Anlegeplätze. In einem 2003 erbauten Nachbau des Wachhauses des ehemaligen Forts Stevenson befindet sich eine kleine Ausstellung zur Geschichte des Forts.

## Flora und Fauna
Der Großteil des Parks wurde früher landwirtschaftlich genutzt, so dass nur geringe Reste der ursprünglichen Prärievegetation erhalten sind. Beim Campingplatz wurde ein Arboretum mit 50 verschiedenen Bäumen, Sträuchern, Blumen und Gräserarten angelegt. Im Park kommen zwei seltene Tierarten vor, der Gelbfuß-Regenpfeifer und der Schwarzschwanz-Präriehund.

## Aktivitäten
Der Park ist vor allem bei Anglern beliebt, die auf die 35 verschiedenen Fischarten im Lake Sakakawea angeln. Bekanntester Angelfisch ist der Glasaugenbarsch, deshalb wird der Park auch als North Dakota’s Walleye Capital bezeichnet. Seit 1976 wird im Park alljährlich das Governor's Cup Walleye Fishing Derby ausgetragen.

## Geschichte
Der Park wurde nach Fort Stevenson benannt, einem Militärposten aus dem 19. Jahrhundert. Das Fort wurde 1867 errichtet und nach Thomas Greeley Stevenson, einem General der Unionsarmee benannt, der am 10. Mai 1864 in der Schlacht bei Spotsylvania Court House gefallen ist. Das Fort diente zur Sicherung der Schifffahrt auf dem Missouri, zum Schutz vor Indianern und als Stützpunkt verschiedener Postrouten. Außerdem diente es zur Versorgung des 200 Kilometer östlich gelegenen Forts Totten. Das Fort bestand aus zehn primitiven, aus Adobeziegeln und Pappelholz erbauten Baracken. Es wurde in keine direkten militärischen Aktionen verwickelt und wurde am 31. August 1883 aufgegeben. Die Gebäude dienten noch bis 1894 als Indianerschule. Das Gelände des ehemaligen Forts liegt heute etwa drei Kilometer südwestlich des Parks im Wasser des Lake Sakakawea. 